# 데할로콕코이데스강
데할로콕코이데스강(Dehalococcoidetes)은 녹만균문에 속하는 세균 강이다. "데할로콕코이데스(Dehalococcoidetes)"는 1997년에 "데할로콕코이데스 에테노게네스(Dehalococcoides ethenogenes)" 종을 불완전한 상태로 기술 하면서 붙인 이름으로, 2004년 후겐홀츠(Hugenholtz)와 스타게브란트(Stackebrandt)가 임시로 부여하여 표기한 명칭이다. 그러나 2009년 모에(Moe) 등이 이 강에 속하는 데할로게니모나스 리칸트로포레펠렌스(Dehalogenimonas lykanthroporepellens)라는 완전한 종을 처음으로 기술했지만, 아직 이 분류명은 수정되지 않고 있다.